# Universo de Gödel
El universo de Gödel o métrica de Gödel es una solución exacta de las ecuaciones de campo de Einstein de la relatividad general, propuesta por Kurt Gödel en 1949. Describe un tipo de universo o espacio-tiempo homogéneo lleno de materia pulverulenta en rotación.
Aunque no parece que el universo de Gödel describa un tipo de universo similar al nuestro, el trabajo de Gödel supuso un gran estímulo en la investigación teórica de búsqueda de soluciones exactas más complejas que las examinadas hasta entonces, caracterizadas por un muy alto grado de simetría. Más tarde Gödel generalizó su modelo para hacerlo compatible con la expansión del universo.

## Forma de la métrica
La geometría del universo de Gödel viene representada por una espacio-tiempo {\displaystyle (\mathbb {R} ^{4},g)} donde la métrica puede representarse en coordenadas pseudocartesianas (t, x, y, z) y unidades en las que c = 1 en la forma:

(1){\displaystyle g=-dt\otimes dt+dx\otimes dx-{\frac {e^{2{\sqrt {2}}\omega x}}{2}}dy\otimes dy+dz\otimes dz-e^{{\sqrt {2}}\omega x}(dt\otimes dy+dy\otimes dt)}

Donde {\displaystyle \omega >0\;} es una constante, asociada a la vorticidad del flujo de materia, además esta vorticidad puede relacionarse con la densidad de materia de este universo, tal como se explica en la sección sobre el Contenido material.

### Formas alternativas
La métrica anterior puede escribirse como suma directa de una métrica que actúa sobre la subvariedad definida por (t, x, y) y otra métrica que actúa sobre las subvariedades unidimensionales dadas asociadas a la variación de z, es decir:

{\displaystyle (\mathbb {R} ^{4},g)=(\mathbb {R} ^{3}\times \mathbb {R} ,g_{1}\oplus g_{2})}

Para describir las propiedades de este espacio tiempo basta con restringirse a la subvariedad tridimensional que se obtiene suprimiendo la coordenada z. Para examinar las propiedades del espacio-tiempo frecuentemente se usan las coordenadas (T, R, φ, Z) relacionadas con las pseudocartesianas mediante las relaciones:

{\displaystyle {\begin{cases}e^{{\sqrt {2}}\omega x}={\mbox{cosh}}\ 2R+\cos \varphi \ {\mbox{sinh}}\ 2R\\\omega ye^{{\sqrt {2}}\omega x}=\sin \varphi \ {\mbox{sinh}}\ 2R&Z=z\\\tan {\frac {1}{2}}(\varphi +\omega t-{\sqrt {2}}T)=e^{-2R}\tan {\frac {1}{2}}\varphi \end{cases}}}

En estas nuevas coordenadas la métrica, ignorando la parte en Z toma la forma:

(2){\displaystyle g=2\omega ^{-2}\left[-dt\otimes dt+dR\otimes dR-({\mbox{sinh}}^{4}(R)-{\mbox{sinh}}^{2}\ R)d\varphi \otimes d\varphi +2{\sqrt {2}}{\mbox{sinh}}^{2}(R)d\varphi \otimes dT\right]}

## Propiedades generales del espacio-tiempo de Gödel

### Contenido material
El universo de Gödel es una solución de las ecuaciones de Einstein con constante cosmológica repleto de materia pulverulenta, es decir, sin presión p = 0. El tensor gravitacional de Einstein Gij viene dado por:

{\displaystyle G_{ik}=R_{ik}-{\frac {1}{2}}g_{ik}R\mapsto [G_{ik}]=-\omega ^{2}{\begin{bmatrix}-1&0&e^{{\sqrt {2}}\omega x}&0\\0&-1&0&0\\e^{{\sqrt {2}}\omega x}&0&-{\frac {3}{2}}e^{2{\sqrt {2}}\omega x}&0\\0&0&0&-1\end{bmatrix}}}

Es sencillo ver que si se toma un valor de la constante cosmológica que cumpla:

{\displaystyle -\Lambda ={\frac {4\pi G\rho }{c^{2}}}={\frac {\omega ^{2}}{c^{2}}}>0\;}

Entonces el tensor de energía-impulso viene dado en las coordenadas (t, x, y, z):

{\displaystyle (T_{ik})={\frac {c^{2}}{8\pi G}}\left(R_{ik}-{\frac {1}{2}}g_{ik}R+\Lambda g_{ik}\right)={\begin{bmatrix}\rho &0&0&0\\0&0&0&0\\0&0&0&0\\0&0&0&0\end{bmatrix}}}

### Geodésicas
Si {\displaystyle \gamma (\tau )=(t(\tau ),x(\tau ),y(\tau ),z(\tau ))\;} es la expresión de una curva usando el sistema de referencia asociado a las coordenadas de (1) y del tiempo propio entonces esa curva será geodésica si se cumple que:

{\displaystyle {\begin{cases}{\ddot {t}}+2{\sqrt {2}}\omega {\dot {t}}{\dot {x}}-{\sqrt {2}}\omega e^{{\sqrt {2}}\omega x}{\dot {x}}{\dot {y}}=0\\{\ddot {x}}-{\sqrt {2}}\omega {\dot {t}}{\dot {x}}+{\cfrac {{\sqrt {2}}\omega }{2}}e^{2{\sqrt {2}}\omega x}{\dot {y}}^{2}=0\\{\ddot {y}}+2{\sqrt {2}}\omega e^{{\sqrt {2}}\omega x}{\dot {t}}{\dot {x}}=0\\{\ddot {z}}=0\end{cases}}}

### Tensor de Riemann
De las potencialmente 55 componentes independientes del tensor de Riemann, en las mismas coordenadas usadas en la métrica (1), el tensor de Riemann se puede escribir a partir de sólo cuatro componentes diferentes de cero:

{\displaystyle {\begin{matrix}R_{0112}=\omega ^{2}e^{{\sqrt {2}}\omega x}&&R_{1212}={\frac {3}{2}}\omega ^{2}e^{2{\sqrt {2}}\omega x}\\R_{0101}=\omega ^{2}\qquad &&R_{0202}={\frac {1}{2}}\omega ^{2}e^{2{\sqrt {2}}\omega x}\end{matrix}}}

### Grupo de isometría
El universo de Gödel tiene un grupo de isometría de dimensión 5, cuya acción de grupo opera transitivamente sobre toda la variedad, y por tanto, el universo de Gödel es un espacio-tiempo completamente homogéneo. El grupo de isometría consta de un subgrupo tridimensional de  traslaciones:

{\displaystyle (t,x,y,z)\mapsto (t+a,\ x,\ y+c,\ z+d)}

Los otros subgrupos pueden representarse respectivamente en las coordenadas (t, x, y, z) y (T, R, φ, Z):

{\displaystyle {\begin{cases}(t,x,y,z)\mapsto (t,\ x+b,\ ye^{-b\omega {\sqrt {2}}},\ z)\\(T,R,\varphi ,Z)\mapsto (T,\ R,\ \varphi +e,\ Z)\end{cases}}}

Una isometría general del universo de Gödel puede obtenerse combinando un número arbitrario de las anteriores transformaciones.

## Propiedades particulares del espacio-tiempo de Gödel

### Existencia de curvas temporales cerradas
Una propiedad matemáticamente interesante del universo de Gödel, es que alrededor de todo punto existen curvas temporales cerradas, tales que la cualidad de lo observable hace físicamente posible formularlo hacia el futuro y llegar a un punto de su pasado, repitiendo cíclicamente este movimiento. Esta propiedad sugiere que esta solución es físicamente poco realista o imposible. Lo sorprendente de la solución de Gödel es que a pesar de esta extraña propiedad el universo está formado por materia convencional no exótica y que si fuera posible dotar a esta del movimiento de vorticidad que implica la ecuación tendríamos un universo con esta extraña propiedad causal.
De la forma del tensor métrico (1) se desprende que el vector {\displaystyle \partial _{\phi }}, que es de tipo espacial para valores de R pequeños pasa a ser de tipo luminoso para {\displaystyle \scriptstyle R\ \approx 0,881373587...} (es decir cuando {\displaystyle \scriptstyle \sinh(R)\ =\ 1}). Y en ese caso el covector {\displaystyle \scriptstyle dt} también es de tipo luz (tangente al cono de luz). El círculo con {\displaystyle \scriptstyle \sinh(R)\ =\ 1} es una curva luminosa cerrada, aunque no sea una curva geodésica.
Examinando el sistema de referencia anterior,  puede verse que la coordenada {\displaystyle z} puede omitirse; el espacio-tiempo de Gödel es el producto de un factor {\displaystyle \scriptstyle \mathbb {R} } con una variedad pseudoriemanniana tridimensional de signatura -++. Dejando a un lago la coordenada {\displaystyle z}, lo cual equivale a proyectar sobre la variedad tridimensional, la apariencia de los conos de luz cambia a medida que nos separamos del eje de simetría {\displaystyle \scriptstyle R\ =\ 0} tal como muestra la siguiente figura:
A medida que se consideran curvas más cercanas al radio del círculo mencionado anteriormente, los conos llegan a ser tangentes al plano coordenado {\displaystyle \scriptstyle t=0} y también son tangentes a la curva cerrada de tipo luminoso: